# Тоцилізумаб
Тоцилізумаб (англ. Tocilizumab, лат. Tocilizumabum) — синтетичний препарат, який є генно-інженерним моноклональним антитілом до інтерлейкіну-6. Тоцилізумаб застосовується внутрішньовенно, рідше підшкірно.

## Історія
Тоцилізумаб розроблений у Японії, в лабораторії компанії «Chugai» (яка пізніше стала підрозділом компанії «Hoffmann-La Roche»), дослідження препарату розпочались у 1997 році, а з 2005 року він допущений до клінічного захворювання при хворобі Кастлемана. Пізніше дослідження та маркетинг тоцилізумабу продовжила компанія «Hoffmann–La Roche». У 2009 році Європейське агентство з лікарських засобів схвалило використання тоцилізумабу для лікування ревматоїдного артриту, а у 2010 році він також був схвалений FDA для лікування ревматоїдного артриту. У 2011 році тоцилізумаб схвалений FDA для лікування ювенільного ревматоїдного артриту.

## Фармакологічні властивості
Тоцилізумаб — синтетичний лікарський препарат, який є генно-інженерним рекомбінантним гуманізованим (від миші) моноклональним антитілом до інтерлейкіну-6. Механізм дії препарату полягає у зв'язуванні тоцилізумабу як із циркулюючими, так і розміщеними на поверхні клітин рецепторами до інтерлейкіну-6, що призводить до зниження вироблення білків гострої фази запалення; знижується активність ретикулоендотеліальної системи, що призводить до підвищення вивільнення заліза із ретикулоендотеліальної системи печінки, що сприяє регресу анемії, зменшенню гепатоспленомегалії та лімфаденопатії; зменшення сироваткового амілоїду (що сприяє зниженню частоти виникнення амілоїдозу); зменшення гарячки; зменшення проявів серозитів; запобігання розвитку остеопорозу. Тоцилізумаб ефективний при застосуванні як при середньотяжкому перебігу, так і тяжкому перебігу ревматоїдного артриту; доведена ефективність тоцилізумабу при ювенільному ревматоїдному артриті. Препарат застосовується також для лікування одного із рідкісних лімфопроліферативних захворювань — хвороби Каслмена. Тоцилізумаб також застосовується для лікування системної склеродермії, а також допущений до застосування при гігантоклітинному артеріїті. Проводяться дослідження щодо ефективності тоцилізумабу при оптиконейромієліті. У деяких дослідженнях вказується на ефективність тоцилізумабу в лікуванні рефрактерного до стандартної терапії увеїту. Досліджується також ефективність застосування тоцилізумабу при деяких різновидах раку легень та раку яєчників. Досліджується ймовірне застосування препарату при легеневій гіпертензії, а також при цукровому діабеті І типу. Проте застосування тоцилізумабу може супроводжуватися активізацією латентного туберкульозу, ймовірним вважається також виникнення на фоні застосування препарату злоякісних пухлин як наслідок імуносупресивної дії тоцилізумабу.

### Фармакокінетика
Тоцилізумаб повільно всмоктується та розподіляється в організмі як після внутрішньовенного, так і після підшкірного застосування, біодоступність препарату становить 80 %. Стабільна максимальна концентрація тоцилізумабу в крові встановлюється після 12 тижнів терапії препаратом із застосуванням його з інтервалом 1 ін'єкція 1 раз у 2 тижні. Метаболізується препарат у клітинах ретикулоендотеліальної системи за допомогою фагоцитозу. Шляхи виведення препарату вивчені не до кінця, висловлено припущення про два ймовірних шляхи виведення — елімінація, пов'язана з утилізацією комплексів «препарат — рецептор до ІЛ-6» при низьких концентраціях препарату в крові, та елімінація з кровотоку за допомогою фагоцитозу клітинами ретикулоендотеліальної системи при пересиченні попереднього механізму. Період напіввиведення препарату складає від 8 до 14 днів, при застосуванні у дітей при ювенільному ревматоїдному артриті цей показник складає 23 доби.

## Показання до застосування
Тоцилізумаб застосовується при ревматоїдному артриті (як у комбінації з метотрексатом, так і у вигляді монотерапії) та при ювенільному артриті (як у комбінації з метотрексатом, так і у вигляді монотерапії).

## Побічна дія
При застосуванні тоцилізумабу побічні ефекти спостерігаються рідше, ніж при застосуванні інших біологічних препаратів Найчастішими побічними ефектами препарату є інфекційні ускладнення: інфекції верхніх дихальних шляхів та отит, гастроентерит, септичний артрит, сепсис. Іншими побічними ефектами препарату є:
- Алергічні реакції та з боку шкірних покривів — часто висипання на шкірі, свербіж шкіри, кропив'янка.
- З боку травної системи — часто біль у животі, виразки ротової порожнини, гастрит; нечасто, стоматит, дивертикуліт, загострення виразкової хвороби.
- З боку нервової системи — часто головний біль, запаморочення, кон'юнктивіт.
- З боку серцево-судинної системи — часто артеріальна гіпертензія, периферичні набряки.
- З боку дихальної системи — часто кашель, задишка.
- З боку сечостатевої системи — сечокам'яна хвороба.
- Інші побічні ефекти — гіперхолестеринемія, гіпертригліцеридемія, збільшення маси тіла, гіпотиреоз.
- Інфекційні ускладнення — реактивація опортуністичних інфекцій, туберкульозу, герпетичних інфекцій.
- Зміни в лабораторних аналізах — лейкопенія, нейтропенія, підвищення рівня білірубіну, підвищення активності ферментів печінки.

## Протипоказання
Тоцилізумаб протипоказаний при застосуванні при підвищеній чутливості до препарату, при активних інфекційних процесах (у тому числі туберкульозі), вагітності та застосуванні інших генно-інженерних протиревматичних препаратів (у тому числі антагоністи фактору некрозу пухлини), у віці до 2 років для ювенільного ревматоїдного артриту та 18 років для ревматоїдного артриту.

## Форми випуску
Тоцилізумаб випускається у вигляді концентрату для приготування розчину для інфузій у флаконах по 4 мл (80 мг), 10 мл (200 мг) і 20 мл (400 мг); та розчину для підшкірного введення у флаконах по 0,9 мл (162 мг).

## Експериментальне застосування
У березні 2020 року під час пандемії коронавірусної хвороби в Італії, яка стала однією з найбільш постраждалих від пандемії країн, з'явились повідомлення про ефективність тоцилізумабу проти коронавірусної хвороби 2019. Проте на думку частини оглядачів, тоцилізумаб мав ефект лише у невеликої групи хворих, та непридатний для широкого застосування під час епідемії, в іншому випадку його ефективність виявили б ще на початку поширення епідемії китайські лікарі.
Виробник препарату ініціював проведення рандомізованого, подвійного сліпого клінічного дослідження III фази для оцінки безпеки та ефективності препарату при цій хворобі, яка була запланована на початок квітня 2020 р., ціль — приблизно 330 пацієнтів у всьому світі. Первинні та вторинні кінцеві показники дослідження включають оцінку впливу на клінічний стан, летальність, необхідність ШВЛ та інші змінні. 29 липня 2020 року Роше повідомили, що результати рандомізованого подвійно сліпого клінічного дослідження тоцилізумабу для лікування пневмонії хворих на COVID-19 не показало користі від ліків.
Дані китайського нерандомізованого дослідження показали, що тоцилізумаб покращив клінічний результат у тяжких та критичних пацієнтів із COVID-19, є ефективним лікуванням, що знижує летальність. Призначення препарату має відбуватися не раніше 7-го дня хвороби за наявності значних змін цитокінових показників.
29 липня 2020 року повідомлено, що в клінічному дослідженні III фази COVACTA не досягнута первинна кінцева точка по вдосконаленню клінічного стану у госпіталізованих дорослих пацієнтів з тяжкою пневмонією при коронавірусній хворобі 2019. Вторинні кінцеві точки, включаючи різні рівні летальності у пацієнтів на 4-му тижні. Для повного розуміння отриманих даних необхідне проведення додаткового аналізу, щоб оцінити можливості препарату в інших схемах лікування, включаючи комбіноване застосування з противірусним препаратом.
Нове дослідження EMPACTA показало, що тоцилізумаб (Actemra®/RoActemra®) значно знижує ймовірність потреби в ШВЛ у госпіталізованих пацієнтів з коронавірусною хворобою 2019. Виявлено, що у таких хворих на 44 % менше ймовірність прогресування до підключення на ШВЛ або смерті, в порівнянні з пацієнтами, які отримували плацебо плюс стандартне лікування.
21 жовтня 2020 року було опубліковано інше дослідження, за висновками якого: «тоцилізумаб не був ефективним для попередження інтубації та смерті госпіталізованих пацієнтів середньої тяжкості з COVID-19».
Тоцилізумаб дозволений МОЗ України для лікування хворих з тяжким, але не критичним, перебігом коронавірусної хвороби 2019 в Україні згідно з протоколом надання медичної допомоги таким хворим.
7 січня 2021 року опубліковано попередній висновок досліджень у програмі Remap-Cap (рандомізована вбудована багатофакторна адаптивна платформа для позалікарняної пневмонії), в якій беруть участь понад 3900 пацієнтів з коронавірусною хворобою 2019 у 15 країнах світу. Результати свідчать, що тоцилізумаб та сарілумаб здатні зменшити відносний ризик смерті осіб, які перебувають у реанімації, на 24 %. У той час як лікарняна летальність становила 35,8 % (142/397) для пацієнтів, яким надавали стандартну допомогу, вона становила 28,0 % (98/350) для тоцилізумабу та 22,2 % (10/45) для сарілумабу. Поєднання результатів для двох препаратів призвело до редукції лікарняної летальності на 27,3 % (108/395) — падіння абсолютного ризику смерті на 8,5 відсоткових пунктів або відносне зниження на 24 % — порівняно з групою, яка мала стандартний догляд. Перебування хворих у відділенні реанімації скоротилося на 10 днів.